# エッグクリーム
エッグクリーム（英語: Egg cream）は、ミルク、炭酸水、フレーバーシロップ（通常はチョコレートまたはバニラ）からできた清涼飲料水。名前に反し、卵もクリームも使用されてないのが特徴である。

## 作り方
グラスにシロップとミルクを加え、スプーンで軽くかき混ぜ、炭酸水を注ぎ、他の材料を混ぜ合わせて作る。泡とドリンクが3：1くらいになるように注ぐのが理想的と言われている。
エッグクリームは、基本的にはソーダ・ファウンテンとして提供されることがほとんどで、ペットボトルでの販売などの試みは、飲む前によく振って材料を混ぜる必要性などから失敗に終わっている。

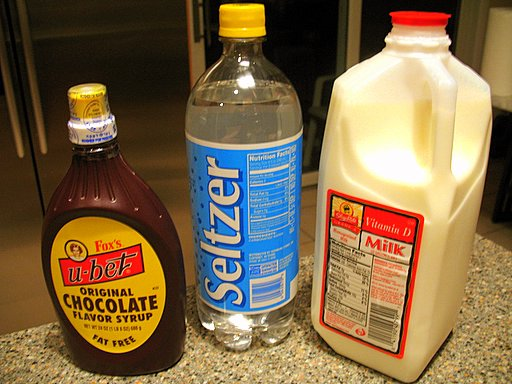
チョコレートシロップ、炭酸水、全乳が主な材料として好まれている。

## 発祥の起源
卵もクリームも使用されていない理由に関してはさまざまな説が提唱されてきたが、スタンリー・オースターという男性は、「このドリンクを発案したのは私の祖父であるが、その名前が意味するところは、時間の経過とともに忘れ去られてしまった。」と語っている。
料理史家のアンドリュー・スミスは「1880年代、チョコレートシロップ、クリーム、生卵を炭酸水と混ぜたドリンクが流行った。特に、貧しい地域では、安価で手軽なドリンクとして好まれた。」と書き残している。
もう一つの説としては、俳優のボリス・トーマスヘフスキーがパリで飲んだドリンクを紹介したが、彼の訛りが強かったため、それがそのまま定着してしまったのではないかと言われている。